# Deprotonace
Deprotonace je odstranění protonu (H+) z molekuly a vytvořené konjugované báze.
Relativní schopnost molekuly odevzdat proton se měří pomocí hodnoty pKa. Nízká hodnota pKa indikuje, že je sloučenina kyselá a snadno odevzdá svůj proton zásadě. pKa sloučeniny závisí na mnoha faktorech, ovšem nejvýznamněji je ovlivněna stabilitou konjugátové báze, která zase závisí na schopnosti (nebo neschopnosti) báze stabilizovat záporný náboj. Tento náboj je stabilizován, pokud se distribuuje na velký povrch nebo dlouhý řetězec. Jedním z mechanismů, který náboj takto distribuuje na řetězec nebo kruh, je rezonance. Při stabilizaci náboje může asistovat i rozpouštědlo.
Zásady používané k deprotonaci závisí na pKa sloučeniny. Tam, kde proton není zvlášť kyselý, a tedy molekula ho snadno neodevzdá, je potřeba použít silnější zásadu, než jsou běžně známé hydroxidy. Mezi jeden z mnoha typů silných deprotonačních činidel patří hydridy. Mezi nejčastější patří hydrid sodný a draselný. Hydridy tvoří plynný vodík s protonem jiné molekuly. Ovšem tvorba vodíku také znamená, že používání takového činidla je nebezpečné a mělo by být prováděno v inertní atmosféře (například v dusíku), protože se vodík může s kyslíkem ve vzduchu zapálit.
Následující rovnice ukazuje deprotonaci kyseliny octové (a protonaci acetátu).